# Universitat de Molde
La Universitat de Molde (en noruec Høgskolen i Molde) és una institució educativa pública de nivell superior situada a la capital del comtat de Møre og Romsdal, Molde.
Fundada l'any 1994, la universitat de Molde és líder en matèries de logística entre totes les institucions escandinaves, oferint educació des de “bachelor” a doctorat. Així mateix, també ofereix estudis en economia, administració i direcció d'empreses, informàtica, ciències socials i ciències mèdiques de grau i màster. Uns 160 dels 1500 estudiants són internacionals de 40 països diferents.